# Кутаисский автомобильный завод
Кутаисский автомобильный ордена Трудового Красного Знамени завод имени С. К. Орджоникидзе (груз. ქუთაისის საავტომობილო ქარხანა) — советское и грузинское предприятие автомобильной промышленности в Кутаиси (Грузия), производитель грузовиков марки КАЗ — «Колхида».

## История
Строительство завода началось в апреле 1945 года, в 1947 году завод начал выпускать запасные части к грузовикам ЗИС, в 1950 году освоил производство агрегатов — коробку передач и двигатель ЗИС-120.
18 августа 1951 года был выпущен первый грузовой автомобиль ЗИС-150. В дальнейшем их производство было продолжено под наименованием КАЗ-150, комплектующие к ним поступали с московского ЗИСа.
В апреле 1948 года на заводе был создан Конструкторско-экспериментальный отдел (КЭО), начальником которого был назначен Анатолий Маврикиевич Кригер, бывший до того заместителем Главного конструктора Горьковского автомобильного завода. Под руководством А. М. Кригера к 1952 году были созданы самосвал КАЗ-585Б (начало выпуска 30 апреля 1952 года) и автопоезд-хлопковоз в составе седельного тягача КАЗ-120Т и полуприцепа-самосвала КАЗ-716 с боковой разгрузкой, освоение серийного производства которого задержалось до 1956 года. В 1956 году был освоен серийный выпуск модернизированного самосвала КАЗ-585В и цементовоза КАЗ-601.
В 1957 году завод перешёл на выпуск специализированных автомобилей для перевозки сыпучих и полужидких грузов (бетона, цемента, растворов).
Не обошлось и без военных разработок. В 1958 и 1960 годах были построены бронетранспортёры «Объект 1015» и «Объект-105Б», которые так и остались опытными разработками.
В 1959 году завод освоил производство малогабаритного сельскохозяйственного трактора «Риони».
Начиная с 1961 года завод первым в СССР запустил производство бескапотных грузовиков с кабиной, установленной над двигателем. Первым стал грузовик с бортовой платформой КАЗ-605 грузоподъёмностью 5 тонн, на укороченном шасси которого был создан седельный тягач КАЗ-606 для работы с полуприцепом массой до 10 тонн. Серийное производство КАЗ-606 началось в мае 1962 года, в 1963 году началось производство нового полуприцепа КАЗ-717 к нему, в 1966 году было принято решение заменить в производстве КАЗ-606А на новый тягач КАЗ-608, но КАЗ-606А выпускался по 1968 год.
К началу 1960-х годов на заводе сняли с производства автомобили-самосвалы КАЗ-585, КАЗ-600 и КАЗ-602, цементовозы КАЗ-601 и 601Б и занялись производством седельных тягачей КАЗ-606А, а с 1967 года КАЗ-608.
В 1967 начался серийный выпуск тягача КАЗ-608 «Колхида» и было увеличено производство двигателей ЗИЛ-120 (они выпускались под наименованием КАЗ-120). В конструкцию КАЗ-608 уже в 1968 году начали вносить изменения, в результате был создан модифицированный вариант КАЗ-608Б.
В сентябре 1967 года ЦК КПСС и Совет министров СССР утвердили специализацию Кутаисского автозавода как предприятия автомобильной промышленности по производству автопоездов (в составе тягачей и полуприцепов) грузоподъемностью до 12 тонн.
В 1972 году объемы выпуска продукции на 87 % превысили уровень 1965 года.
В 1973 году завод выпускал автопоезда грузоподъемностью 11,5 тонн, автомобильные двигатели и автозапчасти, а также предметы культурно-бытового назначения и хозяйственного обихода (садовые тележки, шпингалеты, задвижки и др.). Производство автомобилей шло поточным методом, сборка автомашин и их основных узлов выполнялась на конвейерах с применением полуавтоматических и специализированных станков, производственные операции в литейных цехах и кузнице были механизированы. Также, в 1973 году началась подготовка завода к выпуску модернизированного тягача КАЗ-608В.
В 1974 году было проведено техническое перевооружение завода — на поточных линиях были установлены и введены в эксплуатацию 774 станка и установки. Новый технологический процесс (который начали применять при изготовлении зубчатых колёс коробки переключения передач) позволил повысить качество изготовления коробок передач и межремонтный ресурс выпускаемых грузовиков.
В 1975 году в НАМИ был разработан двухосный полноприводный автомобиль КАЗ-4540, на основе которого были созданы тягач и сельскохозяйственный самосвал, представленный в 1982 году. После ряда межведомственных испытаний с 1984 года он выпускался на КАЗе.
В 1976 году завод стал головным предприятием производственного объединения КАЗ. Также, в 1976 году завод был награждён орденом Трудового Красного Знамени
В 1977 году началось производство тягача КАЗ-608В
Весной 1981 года XXVI съезд КПСС утвердил решение о дизелизации парка грузовых автомашин и разработке новых моделей грузовиков с дизельными двигателями, в соответствии с которым началась разработка новой модели грузовика КАЗ с дизельным двигателем и улучшенной кабиной водителя. Весной 1984 года на полигоне НАМИ показали 11-тонный автопоезд КАЗ-45-40 с новыми рельефными шинами и дизельным двигателем ЯМЗ-642, унифицированным с дизелем КамАЗ-740, имевший два ведущих моста.
7 декабря 1985 года была завершена реконструкция завода (необходимая для выпуска новой модели автопоезда с дизельным двигателем) и в 1986 году было запущено производство тягача КАЗ-608В2.
В 1988 году совместно с НАМИ был разработан мини-автомобиль КАЗ-НАМИ-0342 «Кузя» (построены два опытных образца).
В целом, в советское время (с начала 1950-х до конца 1980-х годов) завод являлся одним из главных промышленных предприятий города (при этом Кутаиси являлся вторым по значимости индустриальным центром Грузии после Тбилиси). В конце 1980-х годов на предприятии работало около 18 тыс. человек (в 1989 году всё население Кутаиси составляло 234 870 человек).
В 1990 году завод выпустил 5736, в 1991 году — 2658 автомашин.
После распада СССР в 1991 году объёмы производства значительно сократились.
К 1993 году специалисты Кутаисского технического университета доработали конструкцию КАЗ-4540, увеличив надёжность трансмиссии. В 1993 году завод выпустил 650 грузовых автомашин.
В 1995—1996 гг. американский концерн General Motors планировал купить КАЗ для организации производства собственных моделей автомобилей и их экспорта в Россию. Но из-за высоких налогов в Грузии и по рекомендациям МВФ GM отказался от реализации данного проекта. В это время на самом автозаводе вплоть до 2001 года так и продолжался выпуск грузовиков семейства КАЗ-4540 по 15—20 экземпляров для внутреннего рынка, а также выполняли временные заказы: отливали 20-тонные металлические противовесы для итальянских кранов, выпускали садовые тележки, шпингалеты, задвижки и другие предметы хозяйственного назначения. К 2001 году огромные площади автозавода простаивали, а от 16 тыс. сотрудников осталось лишь 1200.
Последний раз завод выставлял свою продукцию в 1996 году, на Московском автосалоне.
Последним громким проектом автозавода был автопробег по Грузии летом 1998 года с участием его продукции.
В 2000 году АО «Кутаисский автозавод» объявил о намерении начать выпуск «грузинского джипа» совместно с британской компанией «Вояджер ресурс». В 2002 году состоялась презентация проекта по отвёрточной сборке индийских внедорожников Mahindra. В общей сложности из Индии было поставлено четыре контейнера с 12 машинокомплектами Mahindra CL500 Bolero, которые были собраны силами 15 рабочих в первом полугодии 2002 года.
Осенью 2003 года на КАЗ была поставлена партия машинокомплектов КамАЗ для сборки грузовиков на территории Грузии.
В ноябре 2005 года[уточнить] была достигнута договоренность с Харьковским тракторным заводом о создании в Кутаиси на территории автозавода совместного предприятия по сборке тракторов малой мощности ХТЗ-2511, которые получили название «Имэчи-35». Но наладить серийное производства этих тракторов так и не удалось.
В конце 2009 года было объявлено о начале совместного предприятия с немецкой компанией MAN по сборке грузовых автомобилей, но не было выпущено ни одного автомобиля.
По состоянию на начало 2010 года большая часть производственных мощностей завода простаивала.
Кутаисский автозавод к 2010 году постепенно приходил в запустение, заводские корпуса обветшали и заросли дикими кустами и деревьями. Единственным целым и действующим зданием остался административный корпус, совмещённый с проходной. Проспекты между цехами заросли травой, а из асфальта растут даже многолетние деревья. Начали распродавать заводскую территории и цеха, а станки и другие металлоконструкции сдавать в металлолом. Один из цехов вместе с имуществом выкупил, по одним сведениям — Китай, по другим — Объединенные Арабские Эмираты.
В 2019 году на площадях завода был снят отрывок репортажа «Вестей недели». Персонал завода — 160 человек старшего поколения. Производство автомобилей не ведётся с 2001 года.

## Модельный ряд КАЗ

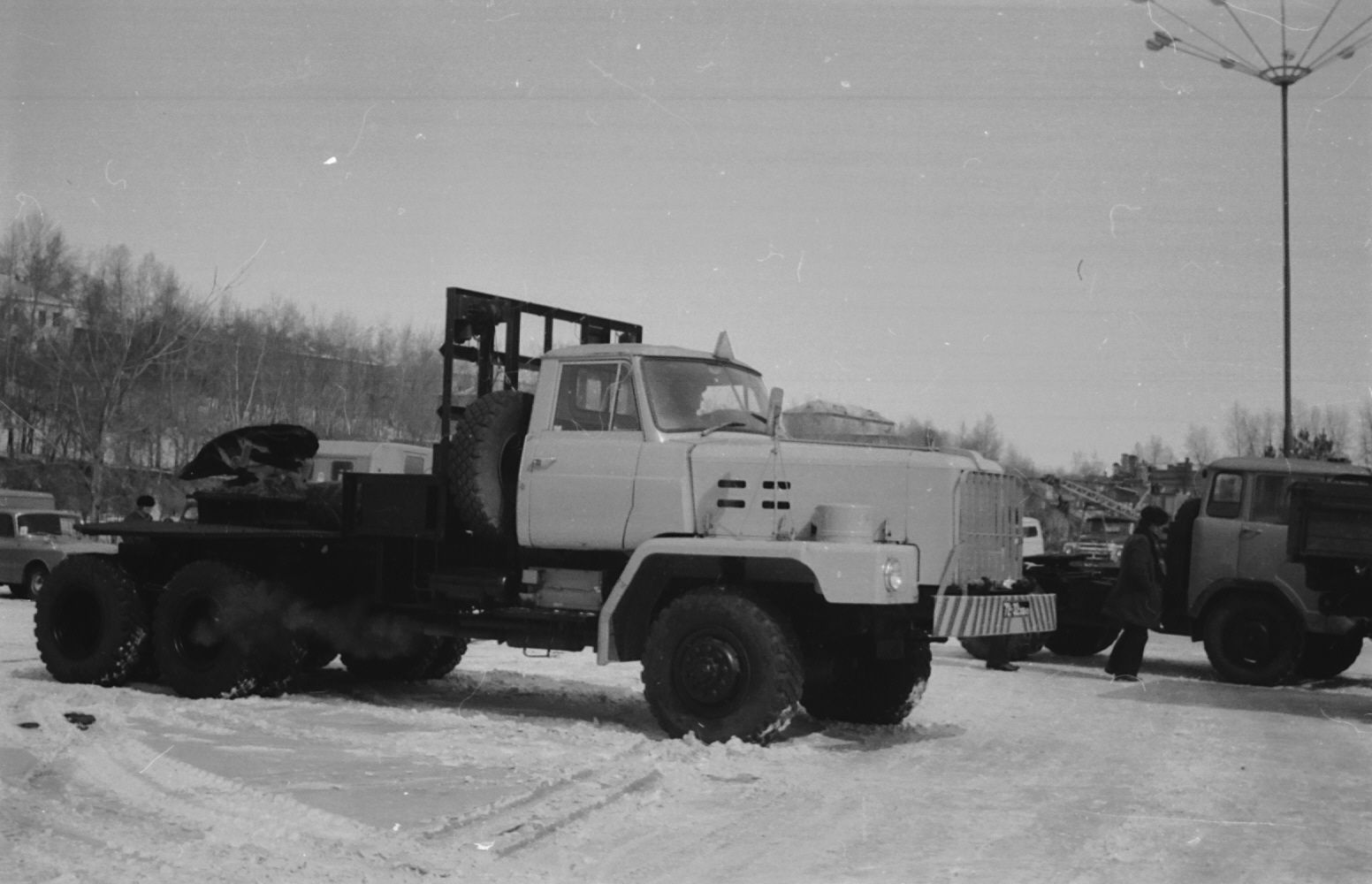
Седельный тягач Komatsu, на заднем плане седельный тягач КАЗ-608, 1978 год

| Автомобили на шасси ЗИС-150/ЗИЛ-164 | Техника военного назначения | Автомобили на агрегатах ЗИЛ-164 | Автомобили на агрегатах ЗИЛ-130     | Сельскохозяйственное семейство КАЗ-4540 | Малотоннажные автомобили | Прицепы и полуприцепы |
| ----------------------------------- | --------------------------- | ------------------------------- | ----------------------------------- | --------------------------------------- | ------------------------ | --------------------- |
| КАЗ-150                             | объект 1015 объект 1015Б    | КАЗ-605                         | КАЗ-608 КАЗ-608Б КАЗ-608В КАЗ-608В2 | КАЗ-4540 КАЗ-4540-01                    | КАЗ-НАМИ-0342            | КАЗ-716               |
| КАЗ-585Б КАЗ-585В                   | объект 1020                 | КАЗ-606                         | КАЗ-4430                            | КАЗ-4440 КАЗ-44402                      | КАЗ-МТА-3301             | КАЗ-717               |
| КАЗ-600/КАЗ-600Б КАЗ-600В/КАЗ-600АВ | объект 1030                 | КАЗ-606А                        | КАЗ-4530                            | КАЗ-4360                                | -                        | КАЗ-717Б              |
| КАЗ-601/КАЗ-601В КАЗ-602            | объект 1040 объект 1045     | -                               | КАЗ-4540                            | КАЗ-4760                                | -                        | КАЗ-9368              |
| КАЗ-120Т КАЗ-120Т3                  | КАЗ-604Б                    | -                               | КАЗ-ММЗ-4502                        | -                                       | -                        | КАЗ-9378              |